# Аљандрони-Патернела (Палермо)
Аљандрони-Патернела (итал. Agliandroni-Paternella) је насеље у Италији у округу Палермо, региону Сицилија.
Према процени из 2011. у насељу је живело 1455 становника. Насеље се налази на надморској висини од 67 м.